# 펑크드
펑크드(Punk'd)는 MTV의 텔레비전 프로그램으로, 스타들을 몰래카메라로 촬영하는 내용이다. 2003년부터 방영중이다.